# Ma'ayan Harod

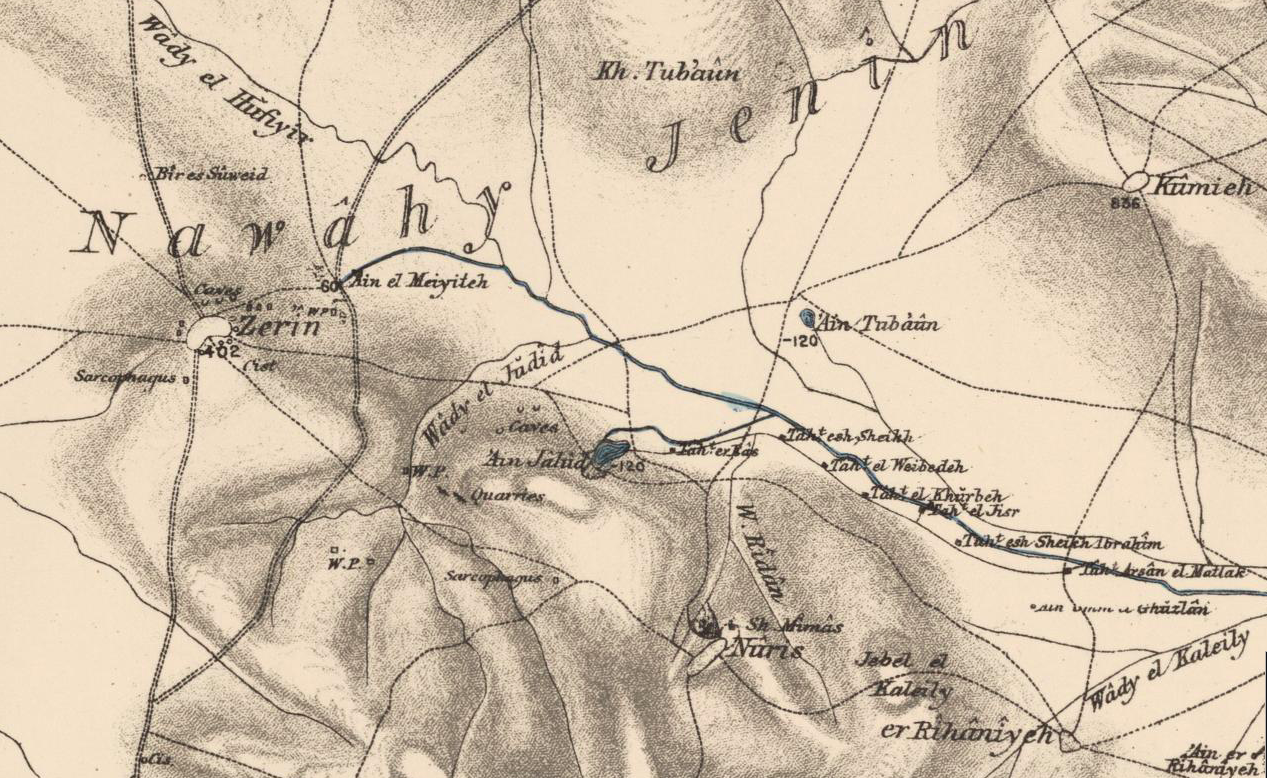
Ain Jalut en el estudio PEF de Palestina de la década de 1870, rodeado por Zerin al noroeste, Qumya al noreste y Nuris y Rihaniyeh al sureste.

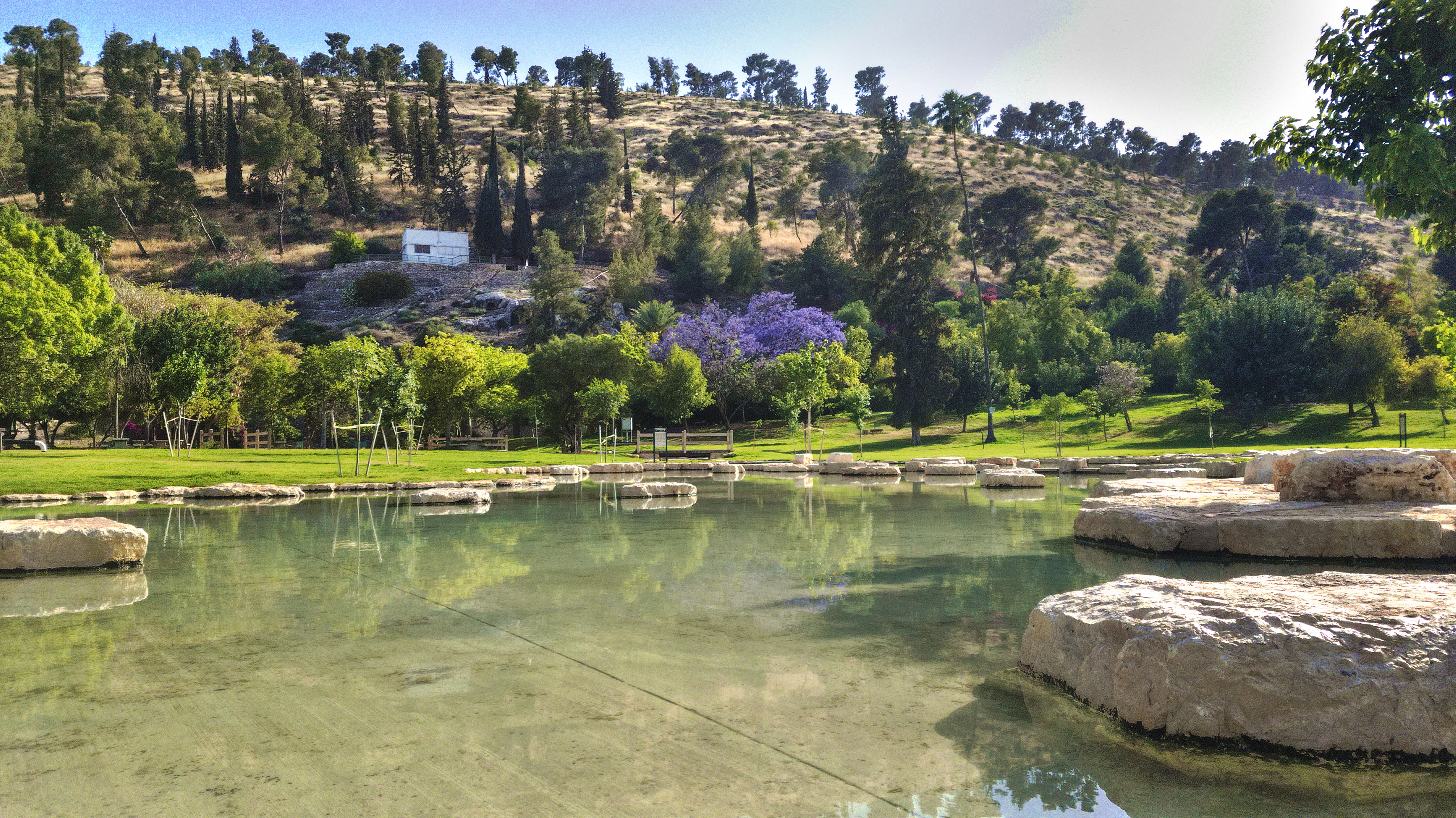
Ma'ayan Harod en 2017

Ma'ayan Harod (en hebreo: מעיין חרוד‎, lit. 'manantial de Harod') o Ain Jalut (en árabe: عين جالوت‎ ‘ayn Jālūt, o عين جالود ‘ayn Jālūd, y en hebreo: גילות‎, romanizado: ain djeluth) es un manantial que mana todo el año en el valle de Jezreel, en la esquina noroeste del monte Gilboa, que fue el lugar de la batalla de Ain Jalut en el siglo XIII.Esta batalla fue un importante punto de inflexión en la historia mundial. En ella, los mamelucos infligieron la primera de dos derrotas a los mongoles, que finalmente detuvieron su invasión del Levante y Egipto.
El nombre tradicional de Ain Jalut se utiliza desde el siglo XII y comúnmente se cree que significa "manantial de Goliat", aunque etimologías alternativas han sugerido que podría derivarse del nombre Gilead, un nombre arcaico para el monte Gilboa. Otros nombres dados al sitio incluyen "En Harod " o "Ein Harod", un topónimo bíblico asociado con Ain Jalut en el siglo XIX, aunque estudios posteriores, específicamente el trabajo de Israel Finkelstein y Oded Lipschits, han refutado esta conexión. También se han sugerido otras asociaciones, incluso en las Investigaciones bíblicas en Palestina de 1841, que lo vinculaban con el "manantial en Jezreel" donde Saúl instaló su tienda antes de la batalla final, pero esto fue rechazado en 1847 y ha ganado poca fuerza desde entonces. El manantial todavía se conoce a veces como la "fuente de Jezreel", así como la "fuente de Gedeón".
Según el cronista medieval Baha ad-Din ibn Shaddad, en la Edad Media había un pueblo próspero en el lugar. Fue tomado por los cruzados y recuperado por Saladino en 1183 de la era cristiana o en 579 AH, año de la Hégira. También se estableció en la zona una aldea palestina a finales del siglo XIX. En la década de 1920, el activista sionista Yehoshua Hankin compró el área circundante como parte de las Compras de Sursock a través de la Compañía Palestina de Desarrollo de Tierras y fundó un kibutz, al que llamó Ein Harod, cerca del manantial. El sitio está hoy incorporado al Parque Nacional Ma'ayan Harod, administrado por la Autoridad de Parques y Naturaleza de Israel.

## Geografía

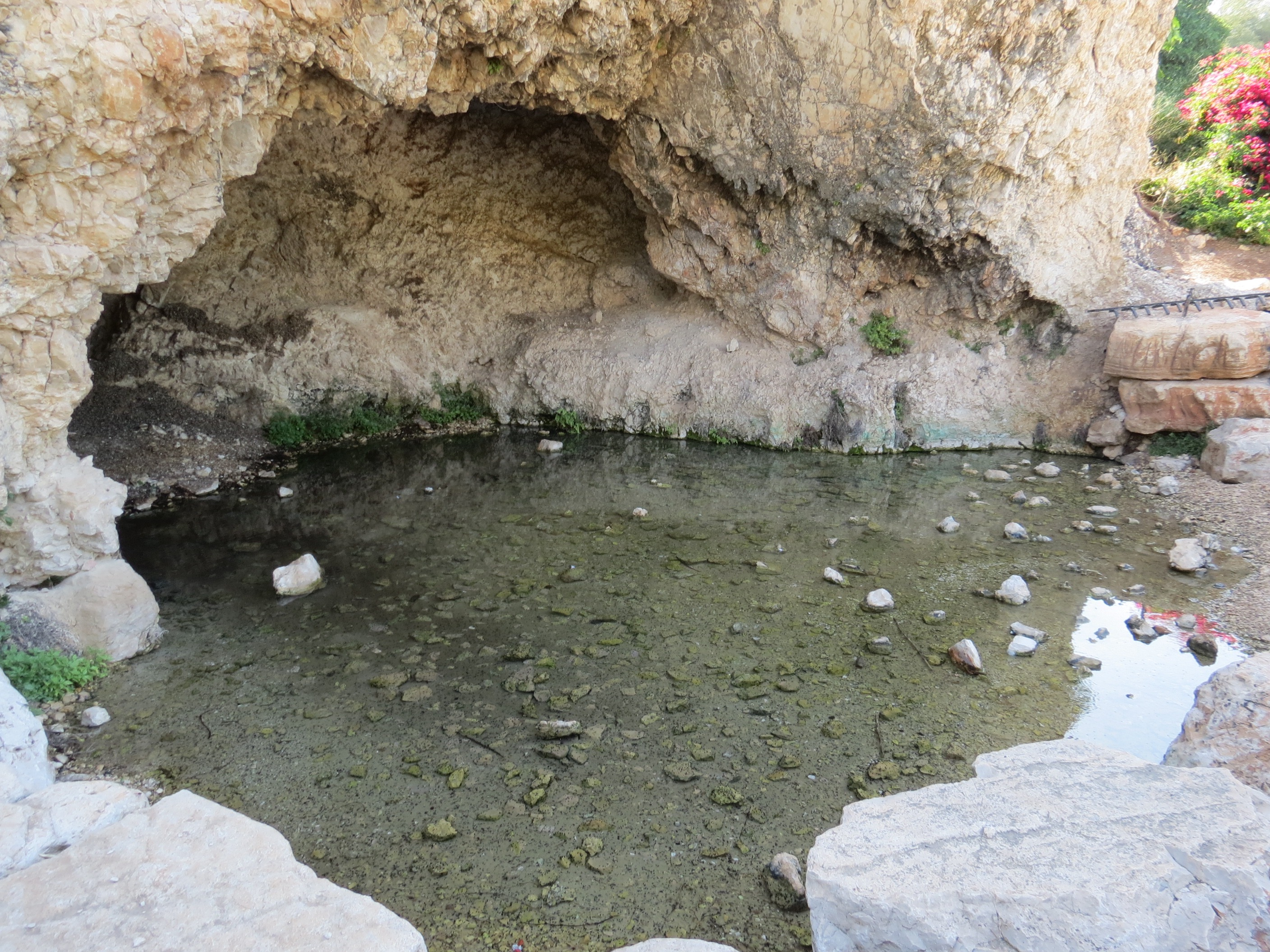
Cueva de Gedeón, de donde emergen las aguas

El manantial se encuentra en el valle de Harod, que es la parte oriental del valle de Jezreel. Mientras que el valle de Jezreel es drenado a través del río Kishon hasta el mar Mediterráneo, el valle de Harod es drenado a través del arroyo Harod ("Wadi Jalud" en árabe) hasta el río Jordán. Es el mayor de los manantiales que surgen en la vertiente norte del monte Gilboa. La fuente del manantial, así como de otros manantiales en el valle de Beit She'an al este, proviene del agua de lluvia fresca que se filtra en las colinas de piedra caliza de Samaria y se acumula en un depósito de agua subterráneo debajo de las áreas de las ciudades palestinas de Nablus y Yenín. En este valle, las aguas emergen de una cueva natural conocida como "Cueva de Gedeón".La velocidad de descarga del manantial es de unos 360 metros cúbicos por hora.Según el Estudio de Palestina Occidental del PEF de 1882, Victor Guérin afirmó que la roca de la que brota la fuente ha sido excavada artificialmente en una caverna.

## Nombres e identificación

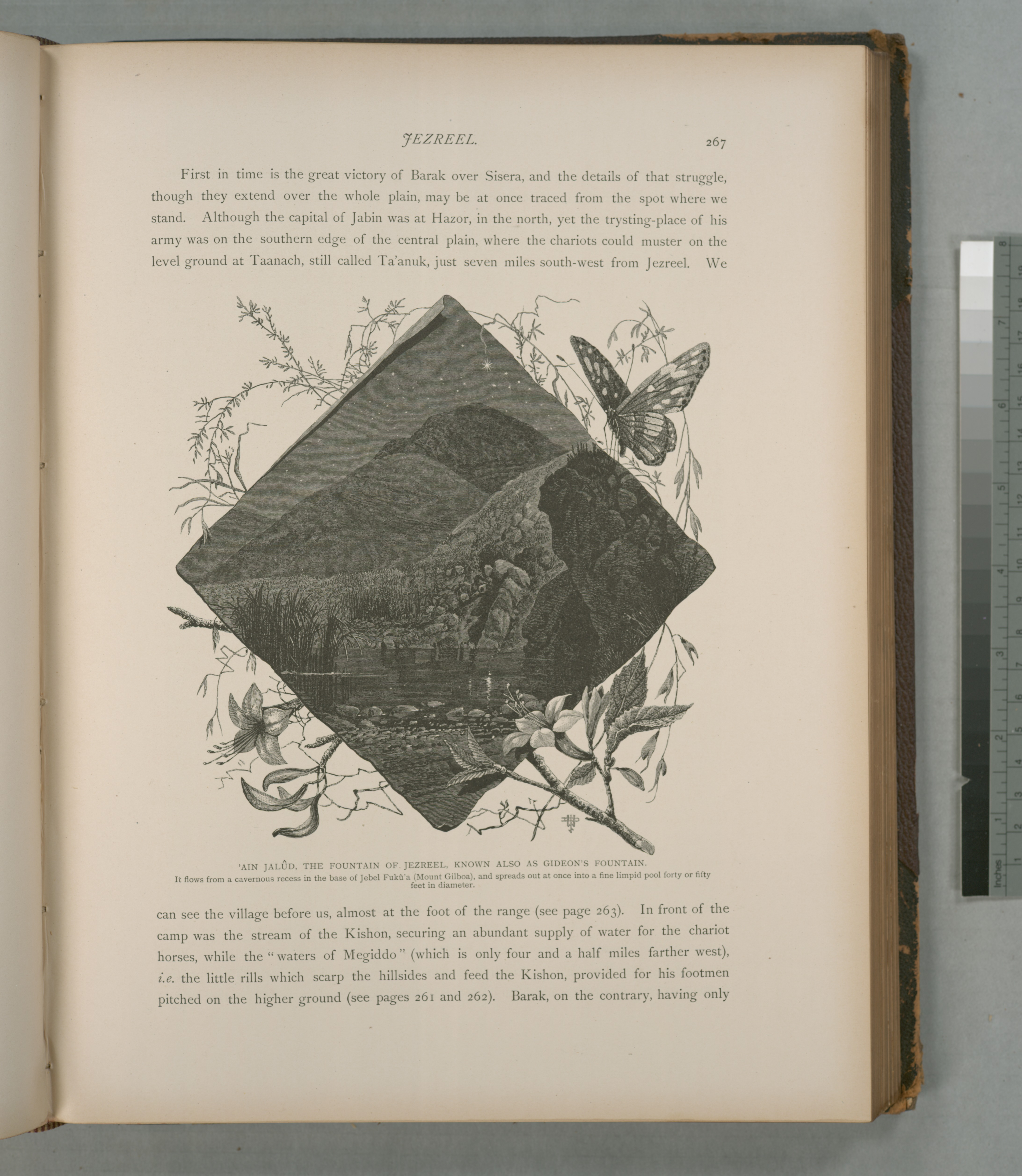
La entrada sobre la manantial del libro de 1881 Palestina pintoresca, Sinaí y Egipto, editado por Charles William Wilson después del Estudio PEF de Palestina de la década de 1870.

El manantial fue registrado por primera vez como Ain Jalut en el siglo XII por Baha ad-Din ibn Shaddad en su biografía de Saladino. En esa obra, se presume que el nombre significa "manantial de Goliat", en alusión a la historia de David y Goliat, y se presume que "Jalut" es una arabización de "Goliat". Esto procede de una larga tradición narrativa en relación con el manantial. Un viajero cristiano anónimo de Burdigala mencionó, en el año 333/334, un lugar cercano a la ciudad de Jezreel donde el David bíblico mató a Goliat. El folclore judío kurdo sitúa de manera similar el lugar de la batalla como los "campos de Meguido" en el valle de Jezreel.
En el siglo XIV, el geógrafo judío Ishtori Haparchi identificó Ain Jalut con el bíblico "manantial que está en Jezreel", así como donde el rey israelita Saúl preparó a su ejército antes de la batalla de Gilboa, en la que él y su hijo finalmente murieron. Haparchi descartó la conexión del manantial con Goliat, sugiriendo que la batalla bíblica tuvo lugar entre Sokho y Azekah, en Judea, no en el valle de Jezreel.
En el siglo XIX, Arthur Penrhyn Stanley, en su libro de 1856 Sinaí y Palestina, asoció de manera similar a Ain Jalut con el "manantial de Jezreel", y también sugirió que este podría ser el mismo sitio que En Harod, un lugar mencionado en la historia de La batalla de Gedeón con los madianitas. El nombre "Harod" se traduce literalmente como "fuente del temblor por el miedo (o de la ansiedad)", un topónimo que se cree que se usó "como una ilusión literaria del miedo y la ansiedad de los guerreros" antes de la batalla. Stanley señaló que el nombre entonces moderno, "Ain Jahlood" o "manantial de Goliat", puede haberse originado, como observó Carl Ritter en su Geografía de Palestina de 1866, de un recuerdo confuso de las historias anteriores, pero "más probablemente surgió de un falsa tradición en el siglo VI". Señaló por separado la sugerencia del rabino Joseph Schwarz, en su Geografía descriptiva de Palestina de 1850, de que el nombre "Jalud" podría derivarse del nombre "Galaad". Schwarz sugirió que esto podría recordar un nombre más antiguo del monte Gilboa, y así explicar el grito de Gedeón antes de su batalla: "Quien sea temeroso y tenga miedo, que regrese y parta temprano del monte Galaad". Schwarz explica que otra alternativa es que "monte de Galaad" sea una "frase general para toda la tribu" de Manasés. George Adam Smith, escribiendo en 1920, también señaló la similitud de "Jalud" con "Gilead".
Hay poco consenso con respecto a la asociación de cualquiera de los nombres de lugares bíblicos. La conexión de Ain Jalut con el manantial de Jezreel fue rechazada por John Wilson en 1847, quien identificó el manantial de Jezreel como más cercano a la ciudad antigua, conocida hoy como "Ein Jezreel". En 1874, Victor Guérin respondió que, aunque hay un manantial más cerca de la antigua ciudad de Jezreel, el manantial de Ain Jalut es mucho más grande y, por lo tanto, es más probable que sea el manantial donde Saúl instaló su campamento militar. En 1920, George Adam Smith identificó la "fuente que está en Jezreel" en Ein Ganim ( Yenín), al otro lado del monte Gilboa.Smith sugirió que "Jezreel" en ese contexto no era la ciudad, sino el nombre del distrito en el que se encontraba el manantial bíblico.
En 1882, Claude Reignier Conder identificó En Harod con "Ain el-Jemain", un manantial en el cercano valle de Beit She'an.En Harod fue asociado nuevamente con Ain Jalut por la Encyclopaedia Biblica en 1903 y por Smith en 1920. En 2017, Israel Finkelstein y Oded Lipschits también rechazaron un vínculo entre En Harod y Ain Jalut, afirmando que la batalla de Gilboa en realidad tuvo lugar cerca de Siquem (la actual Nablus ), después de lo cual los israelitas persiguieron a los madianitas hasta Sucot, que está al este del río Jordán. Notaron que Josefo también ubicó la batalla junto al río Jordán en Antigüedades de los judíos.

## Historia

### Período medieval
El Itinerarium Burdigalense (586) dice "ibi est campus, ubi David Goliat occidit" ("allí está el campo donde David mató a Goliat") en referencia a un lugar justo antes de Escitópolis.
En el siglo XII existía un pueblo o una ciudad junto al manantial que llevaba su nombre. Baha ad-Din ibn Shaddad, en su Vida de Saladino, escribió que "El sultán continuó su marcha hacia el-Jalut, una aldea próspera, cerca de la cual hay un manantial (ain), y aquí plantó su campamento".
Yaqut al-Hamawi menciona Ain Jalut como "una ciudad pequeña y agradable, situada entre Nablus y Baisan, en la provincia de Filastin . El lugar fue tomado por los Rumi ( cruzados) y retomado por Saladino en 579 AH (Hégira) o 1183 era cristiana".
En la batalla de Ain Jalut en 1260, los mamelucos derrotaron al ejército mongol de Hulagu Khan bajo el mando de Kitbuqa. En esa batalla, los mamelucos utilizaron el terreno de Ain Jalut a su favor, ocultando su ejército principal entre los árboles de las colinas adyacentes antes de provocar a los mongoles con una fuerza señuelo. Cuando los mongoles fueron atraídos a la emboscada, el principal ejército mameluco atacó por todos lados. Derrotados, los mongoles se vieron obligados a retirarse a Beisan.

### SigloXX

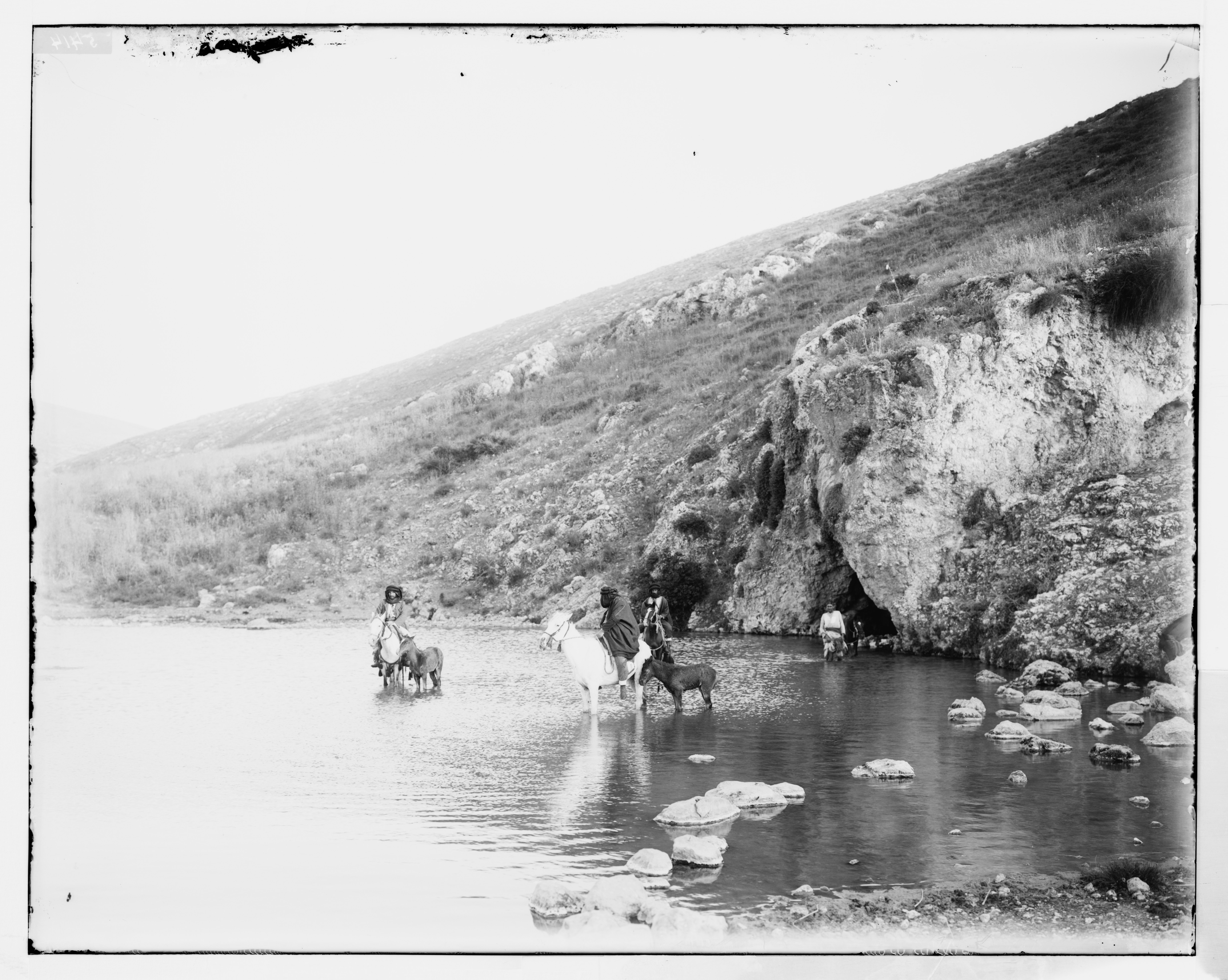
Ain Jalud a principios del siglo XX

A principios del siglo XX, el manantial y sus alrededores eran propiedad de la familia Sursock de Beirut, que había comprado el terreno al gobierno otomano en 1872 y había establecido una pequeña aldea en la zona.
El área fue adquirida por la comunidad judía como parte de las Compras de Sursock. En 1921, cuando los Sursock vendieron la tierra, las nueve familias que vivían allí solicitaron a la nueva administración británica la propiedad perpetua, pero solo se les ofreció un arrendamiento breve con opción a compra.

#### Kibutz Ein Harod

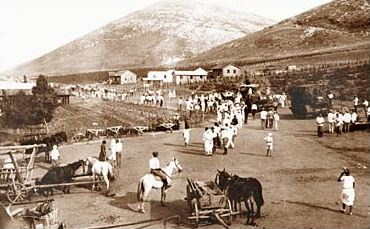
El asentamiento cerca del manantial. El monte Gilboa se puede ver al fondo. (1920-1925)

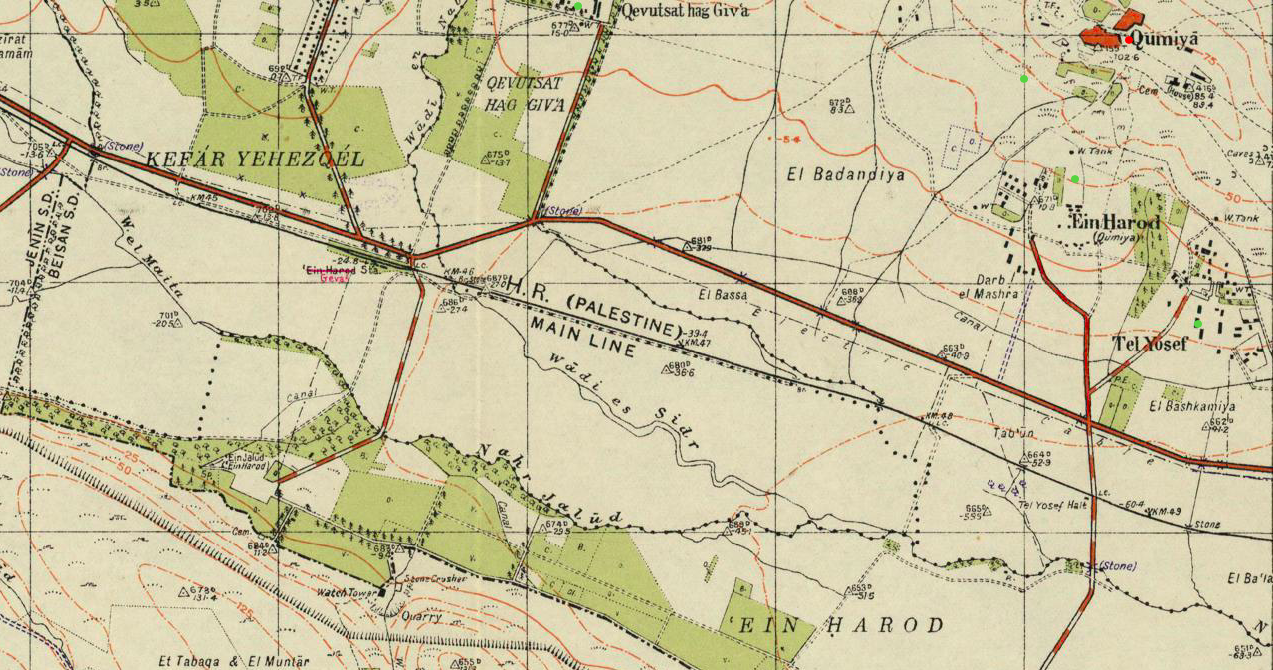
Mapa de la zona del estudio de Palestina de la década de 1940

La tierra, llamada "Bloque Nuris" en honor a una aldea árabe cercana, fue comprada por el activista sionista Yehoshua Hankin, a través de la Compañía Palestina de Desarrollo de Tierras. Hankin fundó un kibutz, al que llamó Ein Harod, cerca del manantial.
En 1921, Hankin envió a miembros de Gdud HaAvoda, un grupo de trabajo sionista, a establecerse en el territorio. Shlomo Lavi, uno de los líderes de Gdud, había imaginado el "Gran Kvutza", un asentamiento que constaba de varias granjas repartidas en un vasto terreno con agricultura e industria. Su plan fue aprobado por la Organización Sionista Mundial, pero con algunas limitaciones en su visión detallada. El Gdud comenzó este asentamiento cerca de Ain Jalut, que los judíos conocían como Ein Harod. Yehuda Kopolevitz Almog, uno de los líderes de Gdud, describe que el primer día los colonos instalaron tiendas de campaña y comenzaron a cercar su campamento con alambre de púas y trincheras defensivas.
Los primeros 74 miembros pioneros se dividieron en dos grupos. Uno era el de la Segunda Aliá, formado por exmiembros de Hashomer y Kvutzat Kinneret, y el otro, de la Tercera Aliá. En los primeros meses, los colonos sembraron campos, plantaron un bosque de eucaliptos, pavimentaron caminos y secaron pantanos. En el campamento se instaló un ulpán, una escuela para aprender hebreo. En diciembre de 1921, miembros de Gdud establecieron una segunda granja llamada Tel Yosef (en honor a Joseph Trumpeldor) en la colina de Qumya. Los desacuerdos sobre fondos y política interna llevaron a Ein Harod y Tel Yosef a separarse en 1923, y muchos miembros dejaron el primero por el segundo. El grupo que permaneció en Ein Harod incluía 110 miembros y estaba encabezado por Lavi, Yitzhak Tabenkin, Aharon Zisling y David Maletz. El grupo de Ein Harod siguió recibiendo poco apoyo de las organizaciones sionistas y después de los disturbios palestinos de 1929, los miembros optaron por trasladar su campamento de la zona del manantial a la colina de Qumya, junto a Tel Yosef y, por tanto, al asentamiento de La primavera fue abandonado.
El manantial continuó siendo utilizado como lugar de campamento para los pioneros de Beit HaShita y Dovrat antes de su partida a sus ubicaciones permanentes. En 1949 se estableció un pueblo llamado Gidona junto al manantial para inmigrantes judíos de Yemen.
En 1952, la comunidad de Ein Harod se dividió en dos entidades separadas, Ein Harod (Ihud) y Ein Harod (Meuhad) .

### SigloXXI

#### Parque Nacional

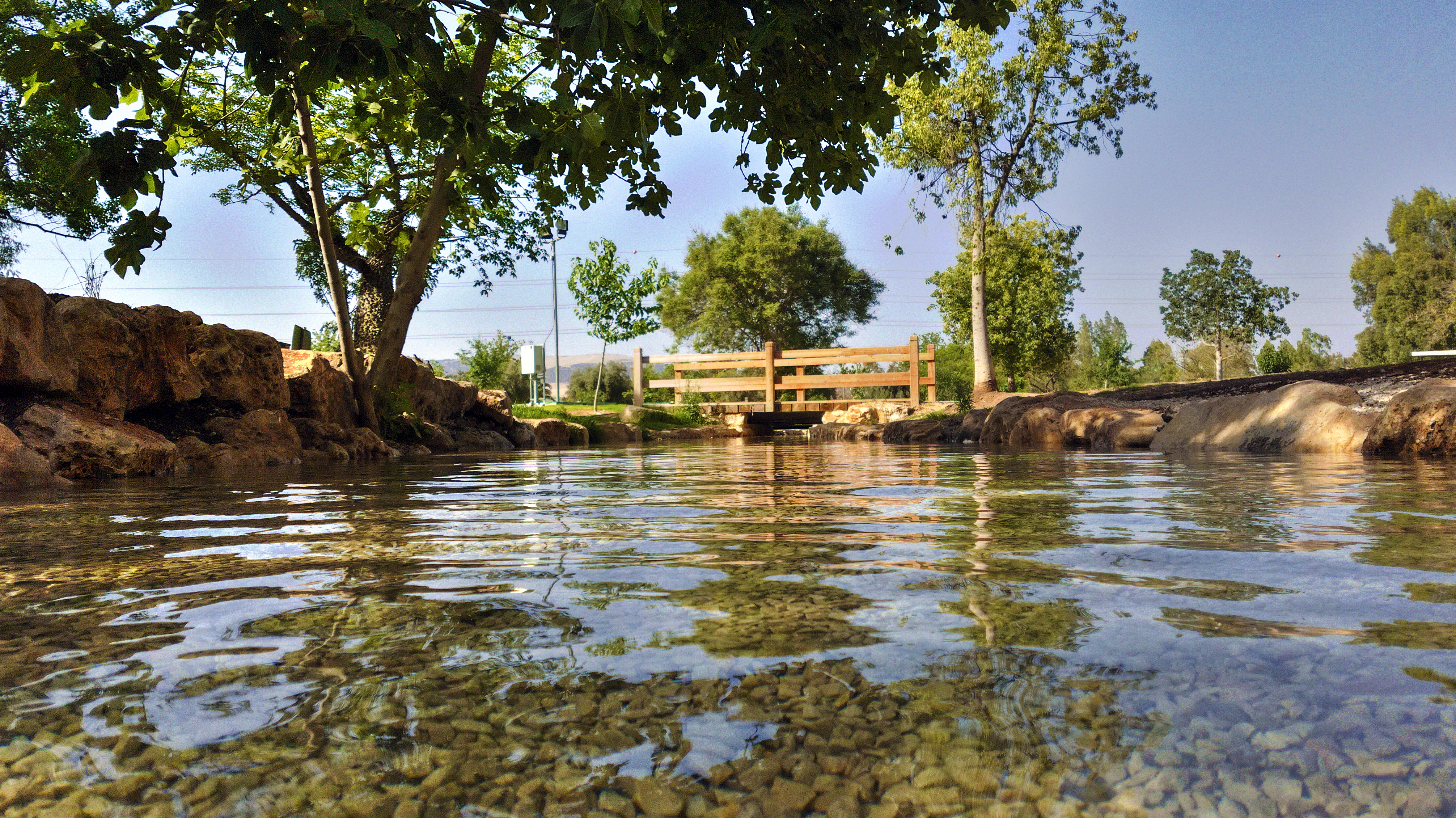
Parque nacional Ma'ayan Harod

El manantial ahora es parte de un parque nacional llamado Parque nacional Ma'ayan Harod, que cuenta con una piscina recreativa alimentada por las aguas del manantial. El parque también contiene la casa construida en el lugar por los Hankins, que se ha convertido en museo. Junto a este hay un monumento a los caídos en la guerra para los residentes del valle que murieron en las guerras de Israel.
El parque ha sido descrito como "bien mantenido", pero los visitantes del sitio "no tienen absolutamente ninguna forma de saber que en él se libró una de las batallas más importantes de la Edad Media".

## Arqueología
Un estudio arqueológico realizado en el siglo XX encontró molinos harineros y restos de un acueducto que data de la época islámica (antes o después de las Cruzadas ) en las inmediaciones del manantial. Los peritos también encontraron una tumba y restos de una prensa de aceite. Se descubrieron restos de asentamientos en la adyacente Gidona y en la cercana Giv'at Yehonatan ("Colina de Jonathan").

## El legado de Ain Jalut
Una de las tres brigadas originales del Ejército de Liberación de Palestina recibió el nombre de "Ain Jalut", en honor a la batalla. En julio de 1970, Yasser Arafat se refirió a la zona moderna en el contexto de la batalla histórica:
Esta no será la primera vez que nuestro pueblo vence a sus enemigos. Los mongoles vinieron y arrasaron con el califato abasí, luego llegaron a Ain Jalut en nuestra tierra –en la misma región donde hoy estamos luchando contra los sionistas– y fueron derrotados en Ain Jalut.